# Ulmbach (Kinzig)
Der Ulmbach ist ein gut dreizehn Kilometer langer grobmaterialreicher, silikatischer Mittelgebirgsbach im Unteren Vogelsberg und im Büdinger Wald und ein rechter und nördlicher Zufluss der Kinzig in den hessischen Landkreisen Vogelsberg und Main-Kinzig.

## Name
Der Bach wurde im Jahr 900 als Volenbach erstmals urkundlich erwähnt. Das Bestimmungswort des Namens leitet sich von einem althochdeutschen Personennamen *Uolo ab.

## Geographie

### Verlauf
Der Ulmbach entspringt auf einer Höhe von etwa 434 m ü. NHN in Freiensteinauer Ortsteil Fleschenbach am südlichen Fuße des  620 m hohen Winterbergs. 
Er fließt zunächst in südlicher Richtung, seiner Hauptfließrichtung, die er bis zur Mündung beibehält, durch das Dorf und passiert bald darauf die Grenze vom Vogelsbergkreis zum Main-Kinzig-Kreis. Er läuft dann durch das Grünland der Oberen Biegelwiesen und durchfließt danach das  36,33 ha große Naturschutzgebiet Märzgrund bei Ulmbach. Etwa einen Kilometer bachabwärts erreicht er den Steinauer Stadtteil Ulmbach. Der Bach durchquert das Dorf und wird dann auf seiner linken Seite vom Weihergraben gespeist. Der Ulmbach läuft nun gut einen Kilometer durch die Winnwiesen am Ostrand des Ortes entlang, zieht dann, begleitet von der L 3195, durch die Wiesen des Wilmegrunds und  fließt danach zwischen den bewaldeten Hügeln des Hohen Steins (410 m ü. NHN) im Osten und des Schwadelsbergs (395 m ü. NHN) im Westen durch ein enges Kerbtal. 
Er läuft nun durch Felder und Wiesen östlich am Steinauer Stadtteil Marborn vorbei und mündet schließlich südlich von Marborn auf einer Höhe von etwa 166 m ü. NHN in den Kinzig-Stausee.
Der etwa 13,4 km lange Lauf des Ulmbachs endet ungefähr 268 Höhenmeter unterhalb seiner Quelle, er hat somit ein mittleres Sohlgefälle von circa 20 ‰.

### Einzugsgebiet
Das 20,29 km² große Einzugsgebiet des Ulmbachs liegt im Unteren Vogelsberg und im Büdinger Wald. Es wird durch ihn über die Kinzig, den Main und den Rhein zur Nordsee entwässert.
Es grenzt
- im Nordosten und Osten an das Einzugsgebiet des Steinebachs, der in die Kinzig mündet;
- und im Westen und Nordwesten an das der Salz, die ebenfalls ein Zufluss der Kinzig ist.

### Zuflüsse
- Weihergraben (links)

### Flusssystem Kinzig
- Fließgewässer im Flusssystem Kinzig

### Orte
Der Ulmbach fließt durch folgende Ortschaften:
- Freiensteinau-Fleschenbach
- Steinau-Ulmbach
- Steinau-Marborn

## Natur und Umwelt
Am Ulmbach kommen Biber vor.